# Seurre
Seurre – miejscowość i gmina we Francji, w regionie Burgundia-Franche-Comté, w departamencie Côte-d’Or.
Według danych na rok 1990 gminę zamieszkiwało 2728 osób, a gęstość zaludnienia wynosiła 303 osoby/km² (wśród 2044 gmin Burgundii Seurre plasuje się na 73. miejscu pod względem liczby ludności, natomiast pod względem powierzchni na miejscu 988.).